# Pierre Duval (ténor)
Pour les articles homonymes, voir Pierre Duval et Duval.
Pierre Duval (né Ovide Coutu le 17 septembre 1932 à Montréal, Québec, mort le 31 mai 2004 à Laval) est un ténor canadien-français.

## Biographie
Pierre Duval étudie au Conservatoire de musique de Montréal avec Dina Maria Narici et Frank Rowe, et commence à chanter à la radio et à la télévision. Ayant obtenu une bourse, il part vers l'Italie compléter sa formation à l'Académie Nationale de Sainte-Cécile à Rome, élève d'Alberto Volonnino. Il fait ses débuts à l'Opéra de Rome en 1961, dans Le Rossignol de Stravinsky.
Il paraît au Festival de Glyndebourne en 1963, dans Capriccio (chanteur italien), et la même année enregistre le rôle d'Arturo dans I puritani, aux côtés de Joan Sutherland, remplaçant « in extremis » le ténor Franco Corelli.
Après s'être produit en Angleterre et une tournée en Afrique du Sud, il rentre en Amérique. Il entreprend alors une carrière au Canada et aux États-Unis, se produisant à Toronto, Vancouver, Boston, Philadelphie, New York, Nouvelle-Orléans, etc.
Il s'illustre dans le répertoire français et italien (Faust, Roméo et Juliette, Les Pêcheurs de perles, Manon, La sonnambula, Rigoletto, La traviata, La Bohème, Tosca, etc). Il reprend le rôle d'Arturo dans I puritani, à Philadelphie en 1967, aux côtés d'Anna Moffo, et à Ottawa en 1974, aux côtés de Beverly Sills.
Sur la scène internationale, il performe à Buenos Aires, Santiago, Bologne, et Barcelone, notamment dans Roberto Devereux, aux côtés de Montserrat Caballé, en 1969.
Il meurt le 31 mai 2004  à Laval.